# Rhaebo olallai
Rhaebo olallai é uma espécie de sapo da família Bufonidae. Ele é endêmico no Equador. Seu habitat natural são as florestas úmidas de montanha tropicais e subtropicais